# 가라테카
《가라테카》(Karateka, 空手家)는 1984년 조던 메츠너가 제작하고 브로더번드가 발매한 대전격투게임이다. 애플 II와 패밀리 컴퓨터, DOS 등을 이식하였다. 공수도가인 주인공이 악마와 부하들로부터 공주를 구하는 스토리가 담겨져 있다.